# Nowopawliwka (rejon berdiański)
Nowopawliwka (ukr. Новопавлівка, do 2016 Partyzany, ukr. Партизани) – wieś na Ukrainie, w obwodzie zaporoskim, w rejonie berdiańskim, w hromadzie Prymorśk. W 2001 liczyła 1534 mieszkańców, wśród których 1312 wskazało jako ojczysty język ukraiński, 213 rosyjski, 4 bułgarski, 2 białoruski, 1 ormiański, a 2 inny.